# Così parlò Bellavista (romanzo)
Così parlò Bellavista è un romanzo dello scrittore e regista italiano Luciano De Crescenzo e rappresenta la sua opera prima. È stato pubblicato per la prima volta nel 1977 dalla casa editrice Arnoldo Mondadori.

## Tematiche del romanzo
Nell'introduzione De Crescenzo sostiene di aver avuto l'ispirazione per scrivere il libro da una visita di alcuni amici del nord Italia, durante la quale tenne «una specie di corso propedeutico a questa spedizione lombarda nell'habitat partenopeo». Il romanzo, attraverso i dialoghi tra l'ingegner De Crescenzo, il professor Bellavista, il "vice sostituto portiere" Salvatore, il "poeta" Luigino, il dottor Palluotto, napoletano trapiantato a Milano, ed altri personaggi, descrive la città di Napoli sotto i suoi aspetti più disparati.
A capitoli in cui si narra delle "lezioni", incentrate sulla bipartizione degli esseri umani tra coloro che tendono all'amore e coloro che tendono alla libertà, che il professor Bellavista impartisce all'ingegner De Crescenzo e agli altri personaggi (per il primo le lezioni sono una novità assoluta, mentre gli ultimi hanno già assistito alle lezioni, ma le ascoltano sempre con piacere, complice il buon vino di casa Bellavista), si alternano capitoli in cui vengono narrati fatti tipici della realtà quotidiana del capoluogo campano.

## Il film
Luciano De Crescenzo ha anche diretto un film omonimo basato sul suo romanzo: Così parlò Bellavista, del 1984, con lo stesso De Crescenzo, Benedetto Casillo, Sergio Solli, Renato Scarpa, Isa Danieli, Marina Confalone e Antonio Allocca.

## Edizioni
- Luciano De Crescenzo, Così parlò Bellavista - Napoli, amore e libertà, I edizione Oscar Mondadori ed., collana Oscar mondadori, Arnoldo Mondadori Editore, 1980,  pp. 216, cap. 29.